# Vertedero de ropa usada en el Desierto de Atacama

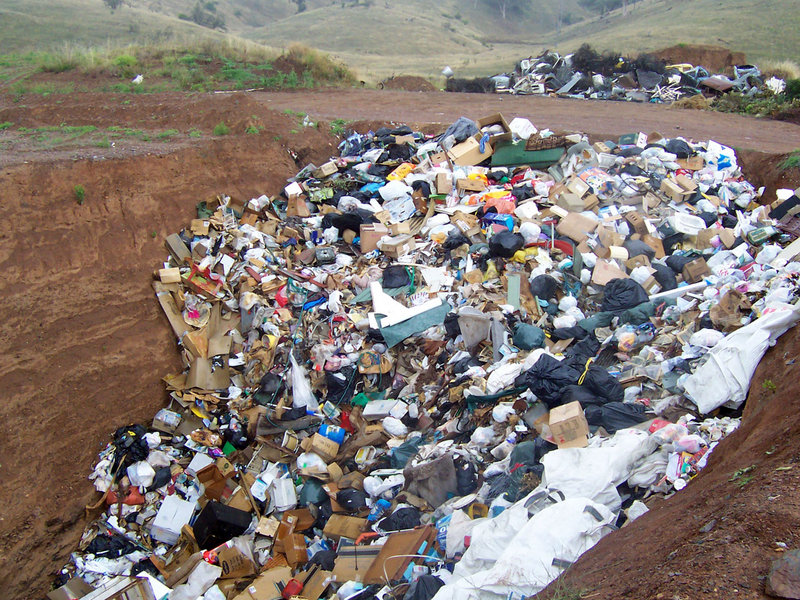
Vertedero incontrolado

El vertedero de ropa usada en el Desierto de Atacama es uno de los vertederos ilegales de moda rápida más grandes del mundo.Ubicado afueras de la comuna de Alto Hospicio, en el Desierto de Atacama, en el vertedero se desechan anualmente toneladas de ropa usada y otros residuos como neumáticos, partes de autos y otros desechos. El vertedero ha cobrado importancia mediática en la última década.  

## Alto Hospicio
Alto Hospicio es una Comuna ubicada en la Provincia de Iquique, con una población total de 130.000 aproximadamente, en el pasado fue conocida por la explotación minera de oro blanco destinado a la elaboración de joyería para la elite que funciono hasta el período de la conquista española alrededor del año 1600. De acuerdo con su rápido crecimiento fue declarada comuna el 12 de abril de 2004, pero pese a su crecimiento los últimos años el nombre de la comuna es mencionado principalmente por reportajes de diferentes canales nacionales como internacionales por su cercanía con uno de los mayores vertederos de ropa usada el que se encuentra específicamente en los sectores denominados: Mollecita y Mollecita Sur y el sector Pampa Norte y Pampa Sur de la ciudad de Iquique. A raíz de estas noticias de los diferentes medios internacionales y nacionales se busca erradicar dicha problemática que la ha llevado a ser parte de una demanda por daño ambiental en sus más de 300 hectáreas de desechos que se emplazan en el desierto, el que es un bien nacional de uso público en donde se está acumulando toneladas de ropa, productos textiles, neumáticos y otros contaminantes.

## Vertedero ilegal
En los últimos años se develó en Chile la existencia de un vertedero de ropa en el desierto de Atacama ha captado la atención de la prensa nacional e internacional, dado que la ropa proviene de Estados Unidos y Europa. Si bien, las primeras denuncias en torno al desecho textil se realizaron en el año 2008 estas no resonaron en las autoridades correspondientes, a raíz de nuevas denuncias realizadas por la presencia de este vertedero en el año 2022 la abogada ambientalista, Paulin Silva, quien realiza una demanda por daño ambiental al Estado de Chile, con el fin de resguardar el medio ambiente y a la ciudadanía existente en la zona.
En cuanto a las responsabilidades, en el área existe la Zona Franca de Iquique, en donde existen al menos 50 importadores de ropa, se estima que de lo ingresado, solo se vende el 20% de la ropa y el resto va a dar al desierto. El vertedero ilegal ubicado en el desierto de atacama, con miles de toneladas de ropa usada, de acuerdo con un reportaje de BBC News Mundo en español. Cada año por el puerto de Iquique ingresan alrededor de 59.000 toneladas de ropa usada en contenedores, parte de esta ropa llega a la popular Zona Franca también conocida como Zofri, en donde importadores de ropa revisan estos contenedores seleccionando ropa de primera y segunda categoría para la venta, desechando lo restante. 
La periodista chilena Fernanda Paúl a través de este reportaje da a conocer que 40.000 toneladas de la ropa desechada al año terminan en los basurales, en uno de los vertederos más grandes de Chile y el mundo, cercanías de la comuna de Alto Hospicio, además indica que “la ropa de segunda mano se vende en todo Chile y es un negocio completamente legal, lo que no está regulado es que se hace con lo que no se vende”. En la actualidad la regulación nacional, solo exige que la ropa este correctamente etiquetada y sanitizada para que esta se interne en el país. 
Aunque en Chile está prohibido arrojar desechos textiles en vertederos habilitados porque afectan el suelo, se sigue realizando esta actividad ilegal sin tomar en cuenta que además de los daños de suelo los desechos textiles demoran alrededor de 200 años en desintegrarse, siendo la industria de la moda la segunda más contaminante después del petróleo gracias al fast fashion. Por otra parte, la ropa se va desintegrando con el sol y aquello genera que los micro plásticos de la ropa lleguen incluso al mar y las poblaciones aledañas. 
Pero ¿qué es el fast fashion? consiste en la producción de colecciones de ropa barata y de baja calidad que es de consumo excesivo pero pasa de moda rápidamente, de acuerdo con Greenpeace México “la producción de esta ropa representa el 10% de las emisiones de CO2 a nivel global, el equivalente a lo que libera la Unión Europea por sí sola”, además de la contaminación, la industria de la moda es acusada hace muchos años de explotación laboral e infantil en países como Bangladés, India, Malasia y China. 
Pero no todo es negativo, es importante destacar que existen empresas bajo la Unión de Recicladores de la Región de Tarapacá, dedicadas a reciclar o reutilizar parte de esta ropa ya sea para crear nuevos productos, como para crear nuevas prendas, a pesar del gran aporte que realizan lamentablemente son una minoría. Los textiles se continúan acumulando y muchas veces por esta acumulación, los químicos, la temperatura del desierto y otros desechos detonantes que pueden producir incendios, provocando polución, afectando la salud de los habitantes de Alto Hospicio y aportando negativamente a la contaminación del medioambiente.

## Demanda por daño ambiental
El 29 de marzo de 2022 ingresó una demanda al Primer Tribunal Ambiental, por daño ambiental al Fisco de Chile y la Ilustre Municipalidad de Alto Hospicio, realizada por Paulin Silva Heredia abogada ambientalista, quien además es oriunda de la Ciudad de Iquique y asegura que “han existido sistemáticas conductas negligentes, omisivas y falta de servicio que ha generado un grave y significativo daño ambiental y riesgo a la vida y salud de los habitantes de Alto Hospicio por pasivos ambientales en la comuna”.
La abogada, además, indica que el daño generado al ambiente no sería de tal magnitud si el Estado de Chile y sus órganos correspondientes, junto a la Ilustre Municipalidad de Alto Hospicio hubiesen actuado desde un principio en pro de proteger, resguardar y conservar el patrimonio perteneciente a la República de Chile. A su vez, han acompañado como testigos en la demanda Pamela Poo de Fundación Ecosur y Bastián Barria de la organización local Desierto Vestido. 
La salud pública que prima tras la reciente pandemia mundial de COVID-19 más conocida por coronavirus, pero parece no ser suficiente cuando se trata de este nivel de contaminación que ha llegado a noticieros internacionales, además del ojo crítico de National Geographic, Greenpeace y las Naciones Unidas, quienes califican este hecho como una “emergencia medioambiental y social”.
Desde el municipio de Alto Hospicio aluden a la falta de presupuesto como el principal inconveniente para poder regularizar este problema. A pesar de las críticas tanto internas como externas no se ha entregado una respuesta concreta por parte de las autoridades del estado y el vertedero ilegal sigue en crecimiento cada día como una montaña de ropa que recibe cargamentos en el desierto considerado el más árido del mundo.

## Imágenes satelitales del vertedero
Chilevisión y Canal 13 dieron a conocer en mayo de este año que el vertedero se puede ver desde el espacio a través de imágenes satelitales de alta resolución por la compañía Skyfi, imágenes publicadas también en su Twitter oficial, permitiendo comparar el tamaño del vertedero de ropa con la comuna de Alto Hospicio, generando un mayor impacto por la bautizada “gran mancha de basura de la moda”.